# Hoover Institution

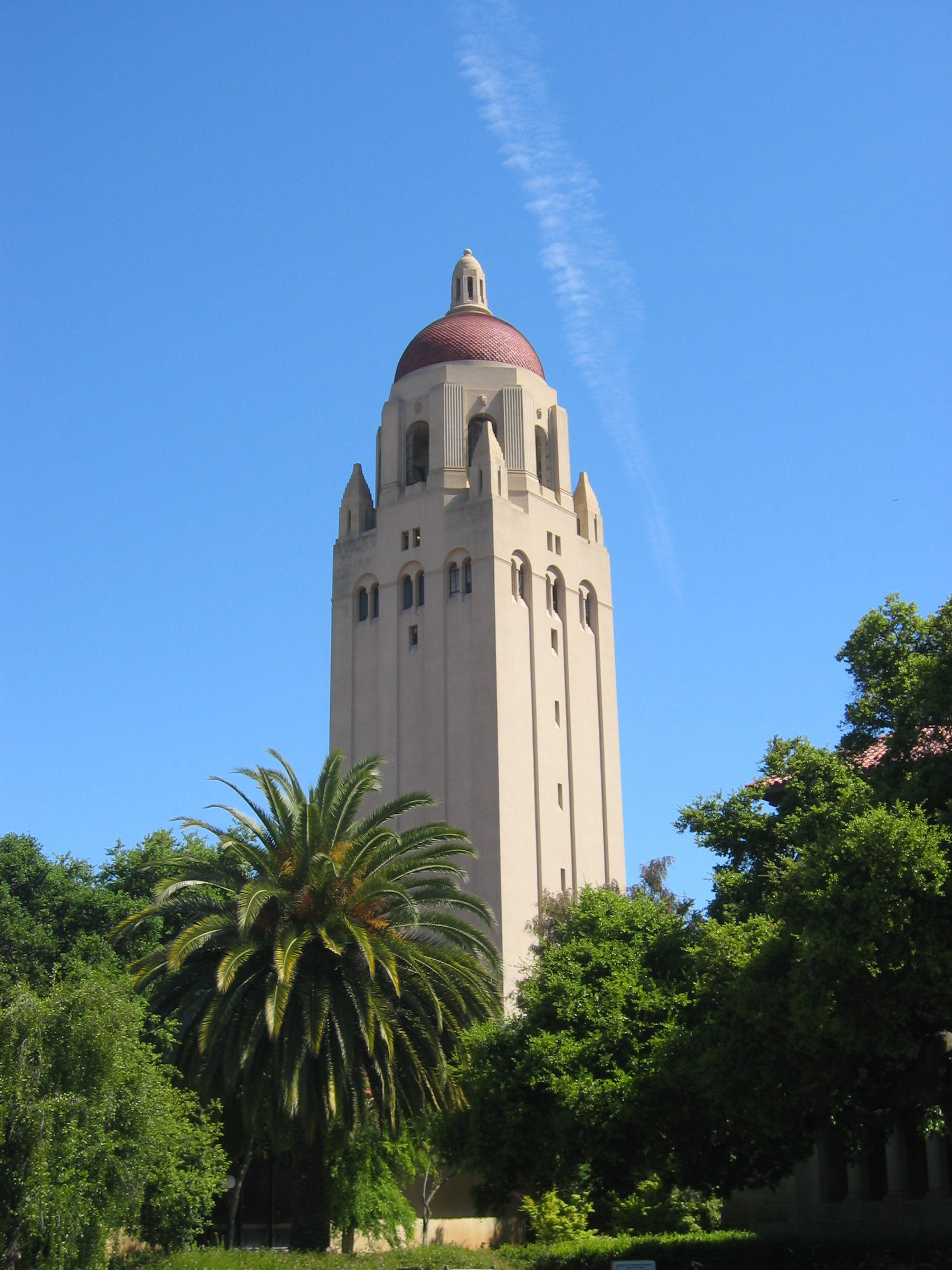
Wieża Hoovera na terenie kampusu Stanford University.

The Hoover Institution on War, Revolution, and Peace – polityczny think tank pełniący funkcje biblioteki i archiwum, prowadzący działalność typu non-profit. 

## Opis
Organizacja założona została przez Herberta Hoovera, który był absolwentem Stanford University. Uznawana jest za wpływową w środowiskach konserwatywnych i libertariańskich.
Instytucja została założona w 1919 roku i z biegiem czasu zgromadziła ogromne archiwum dotyczące prezydenta Hoovera, I wojny światowej, II wojny światowej, szczególnie skupiając się na przyczynach tych wojen. Od 15 do 20% archiwów instytutu stanowią materiały dotyczące historii Polski. Część materiałów dnia 18 maja 1999 roku Herbert Hoover III, prezes Izby Nadzorczej Instytutu Hoovera oraz Dyrektor John Raisian przekazali na ręce ministra spraw zagranicznych Bronisława Geremka łącznie 916 615 obiektów ze zbiorów instytutu związanych z Polską.